# Kim Đài
Kim Đài (chữ Hán phồn thể:金台區, chữ Hán giản thể: 金台区) là một quận của địa cấp thị Bảo Kê, tỉnh Thiểm Tây, Trung Quốc. Quận này có diện tích 332 km2, dân số năm 2002 là 370.000 người, mã số bưu chính là 721001. Chính quyền quận đóng ở nhau đạo Trung Sơn Đông. Quận được chia thành 7 nhai đạo, 2 trấn và 3 hương. Tổng cộng có 67 thôn hành chính, 103 ủy ban thôn.
- Nhai đạoổnTung Sơn Đông Lộ, Trung Sơn Tây Lọ, Quần Chúng Lộ, Tây Quan, Điếm Tửu Nhai, Đông Phong Lộ, Thập Lý Phố.
- Trấn: Đông Thương, Bàn Long.
- Hương: Giáp Long, Lăng Nguyên, Kim Hà.